# 日本体育大学医療専門学校
日本体育大学医療専門学校（にっぽんたいいくだいがくいりょうせんもんがっこう）は、東京都世田谷区にある私立専修学校。整復健康学科と口腔健康学科の2学科。それぞれ柔道整復師及び歯科衛生士の養成を目的とし、修業年限は3年である。卒業後には柔道整復師国家試験及び歯科衛生士国家試験の受験資格が得られる。口腔健康学科新設に伴い、2018年（平成30年）4月「日体柔整専門学校」から「日本体育大学医療専門学校」に校名変更された。

## 沿革
- 1973年4月 - 日本体育大学内（深沢校舎）にて開設
- 1977年
  - 1月 - 和泉校舎に移転
  - 4月 - 学校教育法の一部改正に伴う、専修学校法制度発足により、校名を日体柔整専門学院と改称
- 1984年4月 - 修業年限を夜間2年制から夜間3年制に移行
- 1987年4月 - 専修学校認可により、校名を再び日体柔整専門学校と改称
- 1990年4月 - 柔道整復師法改正により、新法基準のもとに柔道整復師養成施設として厚生大臣の認可を受け3年制の柔道整復専門学校として今日に至る
- 2001年
  - 3月 - 用賀校舎完成により現在地へ移転
  - 4月 - 臨床実習施設として附属日体接骨院を開設
- 2003年4月 - 昼間部を開設
- 2016年 - 夜間部の生徒募集を停止
- 2018年4月 - 校名を日本体育大学医療専門学校と改称。柔道整復科を整復健康科に改称。口腔健康学科（歯科衛生士養成課程）を新設

## 学科
- 整復健康学科
- 口腔健康学科

## 取得できる資格
- 柔道整復師国家試験受験資格
- 歯科衛生士国家試験受験資格

## 交通手段
- 東急田園都市線、桜新町駅南口から徒歩約10分、用賀駅東口から徒歩約10分。

## 附属実習施設
- 日体接骨院